# グナエウス・ポンペイウス (紀元前31年の補充執政官)
グナエウス・ポンペイウス（ラテン語: Gnaeus Pompeius、生年不明 - 14年）は紀元前1世紀後期・1世紀前期の共和政ローマ・帝政ローマの政治家・軍人。紀元前31年に補充執政官（コンスル・スフェクトゥス）を務めた。

## 出自
グナエウスはプレブス（平民）であるポンペイウス氏族の出身。氏族は紀元前2世紀になって歴史に登場してくる。ポンペイウスという名前はカンパニアの都市ポンペイと語源は同じであることは明らかであるが、ポンペイウス氏族とヴェスヴィオ火山の噴火で地中に埋もれた都市との関係は不明である。
氏族最初の執政官はクィントゥス・ポンペイウスで、紀元前141年のことである。キケロによれば、ポンペイウス家は「取るに足らない、あまり知られていない家系」で、彼のキャリアにおいて先祖の功績に頼ることができなかった。彼の父親がフルート奏者だったという噂さえある。従って、典型的なノウス・ホモ（父祖に高位の公職者を持たず、執政官に就任した者）である。
グナエウスの父は紀元前52年の護民官クィントゥス・ポンペイウス、祖父は紀元前88年の執政官クィントゥス・ポンペイウス・ルフスと思われる。この場合、グナエウスはスッラのひ孫となる。

## 経歴
紀元前31年10月1日にマルクス・ティティウスの後を受けて補充執政官に就任し、年末の任期満了まで務めた。
グナエウスは神事遂行十五人委員会（quindecimviri sacris faciundis）の一人で、西暦14年に死去するまでその職にあった・

## 参考資料

### 古代の資料
- プルタルコス『王と将軍たちの名言集』
- マルクス・トゥッリウス・キケロ『ブルトゥス』
- マルクス・トゥッリウス・キケロ『ウェッレス弾劾』
- マルクス・トゥッリウス・キケロ『フォンテイウス弁護』

### 研究書
- Broughton, T. Robert S. , The Magistrates of the Roman Republic , Vol II (1952)
- Broughton, T. Robert S. , The Magistrates of the Roman Republic , Vol III (1986)
- Miltner F. Pompeius // Paulys Realencyclopädie der classischen Altertumswissenschaft . - 1952 .-- T. XXI, 2 . - P. 2050-2053.
- Rogers, Robert Samuel, Studies in the reign of Tiberius: some imperial virtues of Tiberius and Drusus Julius Caesar (1943)
- Sumner G. "Orators in Cicero's Brutus: prosopography and chronology." - Toronto: University of Toronto Press, 1973.
- Syme, Ronald, "The Augustan Aristocracy" (1986) . Clarendon Press . Retrieved 2012-11-06 Template: Subscription required